# کنستانتین سوم
هراکلیوس نووس کنستانتینیوس (به لاتین: Heraclius Novus Constantinus) که به اختصار کنستانتین سوم نیز نامیده شده، امپراتور بیزانس در سال ۶۴۱ میلادی بود، او و همسرش گرگوریا در سال ۶۴۱ میلادی به مدت کوتاهی حکمرانی کردند که به دورهٔ حکومت چهار ماهه نیز مشهور است، آنان دختری به نام مانیانه داشتند که با یزدگرد سوم؛ آخرین شاهنشاه ساسانی ازدواج کرد.
| پیشین: هراکلیوس | امپراتور بیزانس مه ۶۴۱ - فوریه ۶۴۱ میلادی | جانشین: هراکلوناس |